# متحف العملات
متحف العملات يقع المتحف في المبنى الرئيسي لمؤسسة النقد العربي السعودي الذي يقع في مدينة الرياض على شارع المعذر، يعد المتحف من المتاحف المتخصصة على مستوى العالم من حيث مقتنياته من النقود التاريخية الإسلامية وما قبل الإسلام ومن النقود الحديثة إضافة إلى احتواءه على بعض المواد الخام التي تدخل في صناعة الإصدارات النقدية الحديثة الورقية والمعدنية على السواء كما انه يحتوي أيضا على صور توضيحية للمعالم الأمنية في النقود الورقية السعودية , ويتكون المتحف من خمس قاعات.

## القاعة الأولى
على يسار الداخل إلى المتحف، تحتوي القاعة على حاويتين بكل منها درهم فضي نادر أحدهما ضرب في اليمامة سنة 165 هـ والآخر ضرب في مكة سنة 283 هـ مع صورة مكبرة توضيحية لكل منهما، وعلى اليمين يوجد مكتب استعلامات توزع من خلاله المطبوعات ذات العلاقة بالعملات، ثم خارطة جدارية كبيرة توضخ جغرافية المملكة العربية السعودية تتوزع عليها مواقع وفروع مؤسسة النقد المنتشرة في المدن السعودية المختلفة .

## القاعة الثانية
تحتوي القاعة في جانبها الأيمن بعض المواد الخام من منجم مهد الذهب ويوجد فيها أيضا بعض المواد التي تشرح وتبين الخطوات المتبعة في صناعة وطبع وسك النقود الورقية والنقود المعدنية إضافة إلى بعض المواد الخام المستخدمة في نفس الغرض، أما الجانب الأيسر فيه حاويتين تحتوي على صفحات لفئات الخمس مئة ريال مع خطوات طباعتها والمائتين ريال والمئة ريال .

## القاعة الثالثة
وهي أكبر قاعة في المتخف وتعد القاعة الرئيسية لعرض الإصدارات النقدية التاريخية المختلفة التي تعرض على ثلاثة أشكال، الأول عبارة عن حاويات جداريه عددها خمس عشرة حاوية كل حاوية تمثل قرنا من الزمان ابتداء من قرن ما قبل الإسلام وانتهاء إلى القرن الرابع عشر الهجري كل حاوية من تلك الحاويات تحوي اثنين وأربعين قطعة نقدية، أما الشكل الثاني فهو عبارة عن حاويات معلقة على الجدار الأولى تشتمل على الإصدارات النقدية الورقية والمعدنية المتداولة لدول مجلس التعاون الخليجي بينما الحاوية الأخرى فتشتمل على قسمين القسم الأول يضم النقود المعدنية التي كانت مستخدمة في أقاليم المملكة قبل وأثناء توحيدها أما القسم الثاني فهو يحتوي على عملات إسلامية نادرة للغاية مضروبة في بعض أقاليم المملكة عبر العصور الإسلامية. والشكل الأخير يتمثل في حاوية عرض كبيرة تتوسط القاعة يعلوها مجسم تمثل الكرة الأرضية تدور كهربائيا هذه الحاوية خاصة بعرض الإصدارات النقدية الحديثة المتداولة لمعظم دول العالم .

## القاعة الرابعة
هذه القاعة مخصصة لعرض النقود السعودية بصفة عامة فهي تعرض نماذج من الإصدارات النقدية السعودية عبر تطورها ابتداء من إيصالات الحجاج إلى الإصدار الخامس الورقي الأخير الذي أصدر في عهد الملك عبد الله بن عبد العزيز وهي تعرض أيضا النقود المعدنية الذهبية والفضية السعودية، ويعرض في وسط القاعة هناك حاوية أخرى لعرض النقود المعدنية السعودية ترتكز عليها حاوية اصغر لعرض الميداليات الفضية والذهبية التي أصدرتها المؤسسة في مناسبات عدة .

## القاعة الخامسة
خصصت هذه القاعة لعرض الأفلام الخاصة بمتحف العملات والأوراق النقدية في المملكة العربية السعودية والعلامات الأمنية الموجودة بها إضافة إلى عرض الوسائل الإرشادية الواجب إتباعها من قبل الجمهور لمعرفة الأوراق النقدية الصحيحة.

## وصلات خارجية
- متحف العملات
- متحف العملات بمؤسسة النقد يقتني أندر العملات التاريخية